# Perzsák
A perzsák (perzsául: پارسیان) azon iráni népek közé tartoznak, akik anyanyelvként a perzsa nyelvet beszélik. Ők a mai Irán lakosságának mintegy 61–65%-át teszik ki.
Az Irán az „árja” szó többes száma és indoiráni népeket jelent. A mai Irán lakossága erős keveredés eredménye. 1935 előtt nyugaton Perzsia néven hívták az országot és állampolgárait hivatalosan perzsáknak nevezték.
A perzsákat – antropológiai sajátosságaikat tekintve – a középmagas termet, többé-kevésbé sötét bőrszín, sötét haj, barna vagy fekete szem jellemzi. (Ellentétben a szintén az iráni népek közé tartozó kurdokkal, akik között gyakoribb a magas termet, olykor kék szemű, szőke hajú típus is található köztük.)
A perzsa szó a „parsa” szóból származik és lovast jelent.

## Nyelvük
A perzsa nyelv (más néven: fárszi; perzsául: فارسی) az indoeurópai nyelvcsalád indoiráni ágán az iráni nyelvek csoportjába tartozik. Megkülönböztetünk óperzsa, középperzsa (pehlevi) és újperzsa nyelvet.
A mai modern perzsa valamely középperzsa nyelvjárásból alakult ki, azonban a középperzsa óperzsával való viszonya nem teljesen tisztázott. Az újperzsát Iránban első- vagy másodlagos nyelvként mintegy 70 millióan beszélik. A Kr. u. 7. században bekövetkezett arab hódítás következtében sok arab szó került a nyelvbe.

## Történelem

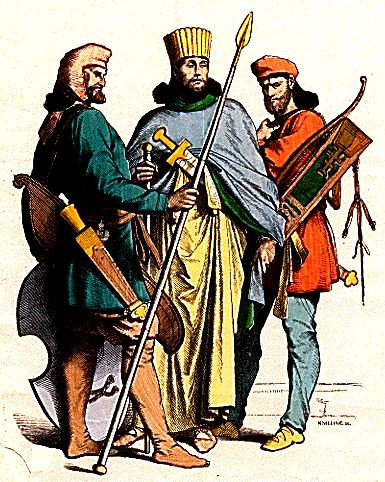
Perzsa nemesek és katonák öltözete

Az Iránt és India északi részét benépesítő indoiráni törzsek, amelyek magukat árjáknak nevezték, a Kr. e. 2. évezred közepén különültek el egymástól három nagy csoportra. Az indiai árják a Pandzsáb síkságán át behatoltak az indiai szubkontinensre; a médek az iráni fennsík északkeleti részén, a perzsák pedig a fennsík délnyugati lejtőin telepedtek le. 
A perzsa lovas nép volt, akárcsak a rokonaik, a médek, csak azoktól délebbre laktak: nem a mai Teherán környékén, hanem a Perzsa-öböl keleti partjai felett emelkedő hegyekben, fennsíkokon.
Az első perzsa törzsek a Kr. e. 9. században jelentek meg az Urmia-tótól délre fekvő területen. Később szálláshelyüket délebbre helyezték, ahol a terület korábbi urai, az elámiak már nem voltak elég erősek ahhoz, hogy megakadályozzák a perzsa letelepedést.
Az északabbra lakó médek a Kr. e. 8. században létrehoztak egy hatalmas birodalmat, aminek egyik vazallus tartománya lett Párszua, a médekkel rokon perzsák tartománya. 
Kabúdzsija (I. Kambüszész, a Perzsa Birodalmat létrehozó II. Kurus apja) egyesítette a médeket és perzsákat, amivel jelentős mértékben megnövelte a befolyását a térségben. 
A Méd Birodalom hódításaira alapozva II. Kurus perzsa király (II. Kürosz) vezetésével hozták létre az Óperzsa Birodalmat a Kr. e. 6. században. A médek ezután – részben – összeolvadtak a perzsákkal.
A Perzsa Birodalom bukása után (Kr. e. 333) a Kaszpi-tenger mellett élő pártusok hatalma érvényesült a mai Irán területén, felváltva Nagy Sándor utódait, a Szeleukidákat. 

## Fordítás
- Ez a szócikk részben vagy egészben  a   Persian people című angol Wikipédia-szócikk fordításán alapul.  Az eredeti cikk szerkesztőit annak laptörténete sorolja fel. Ez a jelzés csupán a megfogalmazás eredetét és a szerzői jogokat jelzi, nem szolgál a cikkben szereplő információk forrásmegjelöléseként.